# Thankful (Mary Mary)
Thankful è il primo album in studio del gruppo musicale statunitense Mary Mary, pubblicato il 2 maggio 2000 dalla Columbia Records.

## Tracce
1. Thankful – 3:23 (Erica Atkins, Tina Atkins, Warryn Campbell)
2. I Sings (feat. BB Jay) – 4:39 (Erica Atkins, Tina Atkins, Warryn Campbell, Jarvis Edward "B.B. Jay" Cooper)
3. What a Friend – 3:11 (Erica Atkins, Tina Atkins, Warryn Campbell)
4. Shackles (Praise You) – 3:16 (Erica Atkins, Tina Atkins, Warryn Campbell, Franne Golde, Dennis Lambert, Duane Hitchings)
5. Can't Give Up Now – 4:57 (Erica Atkins, Tina Atkins, Warryn Campbell, Curtis Burrell)
6. Be Happy – 4:34 (Erica Atkins, Tina Atkins, Al West, Nycolia "Tye-V" Turman)
7. Joy – 4:10 (Erica Atkins, Tina Atkins, Warryn Campbell, Tamara Savage, John "Jubu" Smith)
8. I Got It – 3:49 (Erica Atkins, Tina Atkins, Warryn Campbell)
9. Somebody – 3:34 (Erica Atkins, Tina Atkins, Warryn Campbell, John "Jubu" Smith)
10. Good to Me (feat. Destiny's Child) – 4:09 (Erica Atkins, Tina Atkins, Warryn Campbell, Curtis Mayfield)
11. One Minute – 4:47 (Erica Atkins, Tina Atkins, Warryn Campbell, Nycolia "Tye-V" Turman, Rick Cousins, Latrelle Simmons)
12. Still My Child (feat. Charles Veal Jr. & South Central Chamber Orchestra) – 3:57 (Erica Atkins, Tina Atkins, Warryn Campbell)
13. Still My Child (Interlude) – 0:49 (Erica Atkins, Tina Atkins, Warryn Campbell)
14. Wade in the Water – 4:29 (Andrew Gouché)

## Classifiche

### Classifiche settimanali
| Classifica (2000) | Posizione massima |
| ----------------- | ----------------- |
| Australia         | 48                |
| Francia           | 72                |
| Norvegia          | 35                |
| Paesi Bassi       | 67                |
| Regno Unito       | 76                |
| Stati Uniti       | 59                |
| Svizzera          | 38                |
| Ungheria          | 38                |

### Classifiche di fine anno
| Classifica (2000) | Posizione |
| ----------------- | --------- |
| Stati Uniti       | 196       |